# Josef Frischen

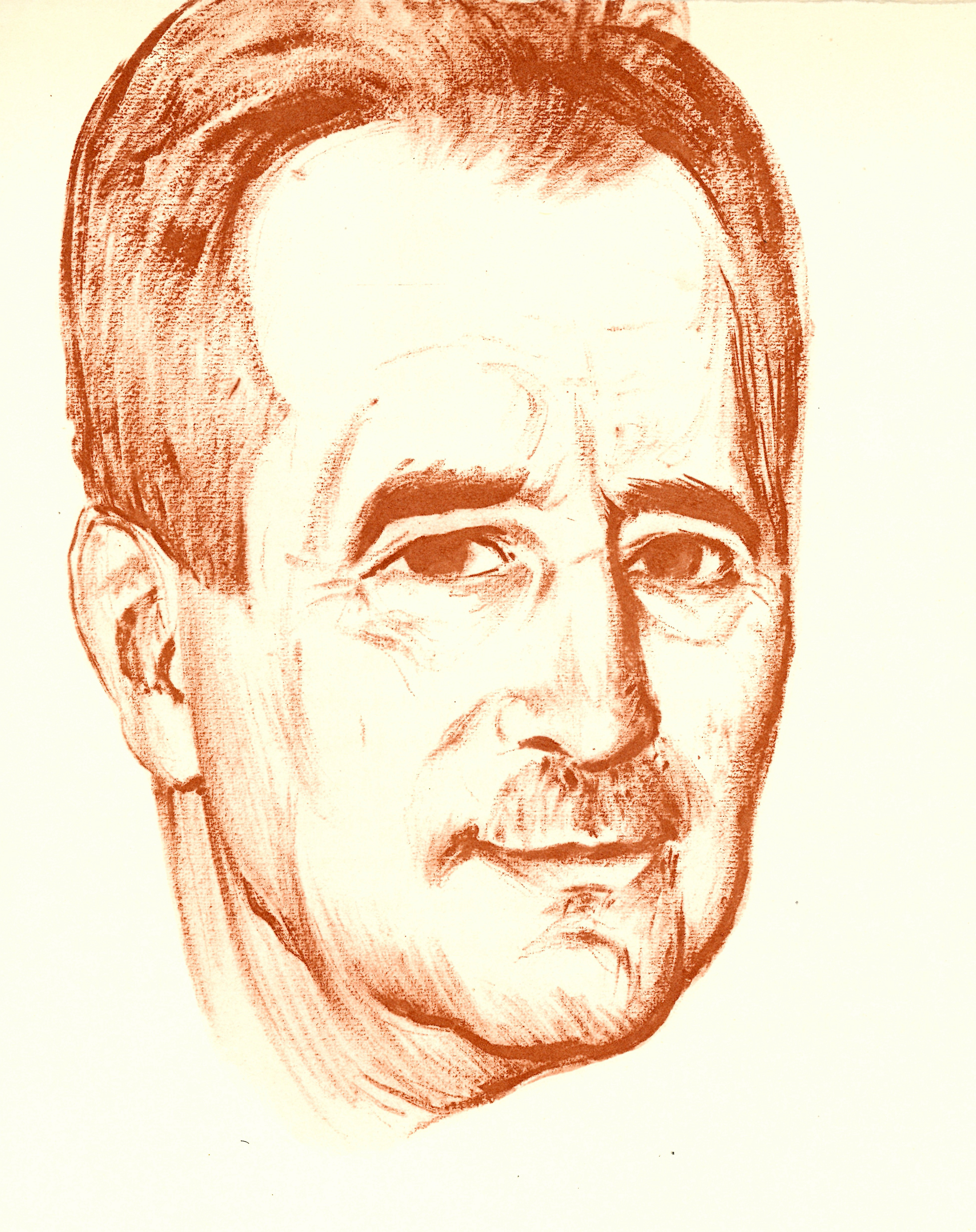
„Professor Josef Frischen“;
Porträt-Zeichnung von August Heitmüller, um 1929

Josef Frischen (auch: Joseph Frischen; * 6. Juli 1863 in Garzweiler; † 1948 in Voigtei) war ein deutscher Dirigent und Komponist mit dem Titel „Professor“.

## Leben
Geboren im Rheinland studierte Josef Frischen in der Gründerzeit des Deutschen Kaiserreichs zunächst Rechtswissenschaften an der Universität Bonn, wechselte dann aber 1884 nach Köln, wo er bis 1888 Musik am dortigen Konservatorium studierte.
Nach einer leitenden Tätigkeit als Städtischer Musikdirektor Luzerner Theater wechselte Frischen im Jahr 1892 als Dirigent an die Hannoversche Musikakademie, die zu der Zeit lange Jahre unter dem Vorsitz des Architekten Theodor Unger stand.
Während Josef Frischen im Winter mit dem seit 1892 von ihm geleiteten Hannoverschen Oratorienchor Werke in dessen Vereinstradition zur Aufführung brachte, leitete er im Sommer „[...] die berühmten Sinfonie-Konzerte des Staatlichen Kurorchesters in Norderney“. Parallel dazu leitete er auch den Braunschweiger Lehrergesangsverein.
In den Jahren von 1905 bis hinein in die Zeit der Weimarer Republik leitete Josef Frischen von 1905 bis 1922 zudem den Hannoverschen Männergesangsverein sowie – als unterdessen zum Königlichen Musikdirektor erhobener Dirigent – in Braunschweig die dortigen Philharmonischen Konzerte.
Nachdem bereits Anfang 1924 in Hannover erste Radio-Übertragungen erst im Café Continental, dann auch im NORAG-Nebensender Hannover zu hören waren, schrieb der niederländische Opernsänger Cornelis Bronsgeest Frischens Komposition Thalatta. Eine Meeres-Symphonie für Soli, Chöre und grosses Orchester nach Worten Heines, Goethes und des Komponisten 1928 für den Rundfunk um.
Nach der Machtübernahme durch die Nationalsozialisten komponierte Frischen beispielsweise die Musik für die Operette Pusztablut von Ralph Kordik und Berthold Büche. Die Uraufführung erfolgte am 15. März 1936 im Staatstheater Bremen.

## Kompositionen
„Als Komponist von spätromantischem Schlage“ gab Josef Frischen seiner Liebe zum Meer Ausdruck in dem Chor-Orchesterwerk Thalatta:
- Thalatta. Eine Meeres-Symphonie für Soli, Chöre und grosses Orchester nach Worten Heines, Goethes und des Komponisten.
  - „Für den Rundfunk eingerichtet von Cornelis Bronsgeest“ (= Sende-Spiele Jahrgang 4, Heft 27), Funk-Dienst, Berlin 1928.[7]

Neben Kammermusik und Männerchorälen hinterließ Frischen zudem Werke wie
- Vineta[3]
- Athenischer Frühlingsreigen[3]
- Grenzen der Menschheit[3]

sowie sinfonische Dichtungen wie
- Semele[3]
- Nachtwanderung.[3]

Nach 1933 zudem
- Pusztablut. Regiebuch. Operette in 3 Akten von Ralph Kordik und Berthold Büche. [Unverkäufl. Bühnen-]Ms., Harmonie, Glarus / Bühnenvertrieb Ahn & Simrock, Berlin 1934[8]